# Fanum (streamer)
Roberto Escanio Pena, plus connu sur Internet sous le nom de Fanum, est un créateur de contenu et diffuseur américain d'origine dominicaine né le 22 août 1997. Fanum a débuté sur Internet vers 2016. Il est connu pour être l’auteur de la "Fanum tax" vernaculaire,. Il a remporté le prix du "Streamer de l’année" aux 13th Streamy Awards (en) et le prix du "Meilleur Streamer de jeu de rôle" de l’année aux Streamer Awards 2023 (en) et au Streamer Awards de février 2024.

## Biographie

### Jeunesse
Fanum est né le 22 août 1997 dans le Bronx, à New York, de parents d’origine dominicaine. Il a un frère cadet qui est apparu dans ses vidéos. Il parle anglais et espagnol. Après avoir terminé ses études secondaires à New York, Fanum s’est inscrit au collège, mais a quitté le milieu du semestre pour se concentrer sur la façon de gagner de l’argent pour son équipement YouTube.

### Carrière
Fanum a commencé à diffuser sur Twitch en novembre 2016 et a créé sa chaîne YouTube, JustFanum, en mai 2017. Il a publié sa première vidéo en février 2019. Il a diffusé NBA 2K et plus tard s’est développé en vlogs IRL, qui ont souvent tiré parti de ses expériences à New York,.
En mars 2023, il a remporté le titre de "Best Roleplay Streamer" aux Streamer Awards 2023. Le 27 août 2023, Fanum a remporté "Breakout Streamer de l’année" lors du 13ème Streamy Awards,. Fanum a été présenté dans le clip du single "Fan" de septembre 2023 de Offset aux côtés de Kai Cenat,.
En février 2024, il a remporté le prix du "Meilleur Rôle de Jeu de Rôle" aux Streamer Awards. En juin 2024, Fanum est apparu comme un concurrent dans la série de compétition de réalité Sidemen Inside. La série met en vedette 10 invités qui se livrent à des défis pour obtenir un fonds de prix d’un million de livres, avec tout ce qu’ils achètent ou font coûtant de l’argent du fonds de prix. Il a été dans le spectacle pendant sept jours et a terminé à la 4ème place,. Plus tard en décembre 2024, il a été nommé pour le "Best Roleplay Streamer" aux Streamer Awards de décembre 2024.

## AMP Group
Fanum est un membre original et éminent du collectif de contenu américain connu sous le nom de Any Means Possible ou AMP. Il contribue aux vidéos de défi collaboratif du groupe. Fanum a invité le diffuseur populaire Kai Cenat au groupe AMP. En août 2023, Kai Cenat a été arrêté à la suite d’une rencontre qu’il avait organisée avec Fanum dans le parc Union Square et qui avait pour résultat que 2000 personnes au moins se sont entassées dans le parc. Cet événement a entraîné la destruction de biens et plusieurs blessés. Bien qu’aucune accusation n’ait été portée contre Fanum, Cenat a été accusé d’avoir fomenté une émeute.

## Fanum Tax
Fanum tax est un terme d’argot utilisé sur Internet pour décrire le vol de nourriture entre amis. La première utilisation de la taxe Fanum se réfère exclusivement à Fanum, qui "taxait" les collations en prenant des bouchées de nourriture de ses collègues créateurs de contenu pendant les flux. Le terme a circulé parmi les AMP de YouTube à la fin de 2022 et s’est popularisé en particulier lors des flux Twitch de Fanum avec le populaire YouTuber américain Kai Cenat, où Fanum prenait les cookies de Cenat. Dans une interview avec Wired, Fanum a défini le terme comme suit :

« Disons que votre ami mange, il mange bien et vous voulez juste une part de ce repas. Vous voyez ce que je veux dire? Vous avez besoin d’une part. C’est votre ami et la part de l’ami, n’est-ce pas? Je vous donne un petit morceau du repas. C’est la taxe Fanum. Vous allez de l’avant et tout comme, laissez-moi un peu de 5%, 10% du repas, peut-être 20%. »

Le 2 octobre 2023, un compte TikTok sous le nom d’utilisateur @ovp.9 a publié une courte vidéo d’un personnage du jeu vidéo en ligne Fortnite "chantant" à une parodie musicale de la chanson 2021 "ecstacy" par Suicidal-Idol. La parodie, intitulée soit "Sticking Out Your Gyat for the Rizzler" ou "You’re so skibidi, you’re so fanum tax", comporte plusieurs termes de la culture internet, y compris gyat, Skibidi Toilet, rizz et Sigma mâle. La chanson a été utilisée dans de nombreuses vidéos sur TikTok, inspirant la création massive de vidéos mettant en vedette des jeux inspirés de Minecraft sur la plate-forme. Le son a été utilisé dans plus de 195 000 vidéos et a accumulé plus de 321 millions de vues sur TikTok.
Selon Business Insider, de nombreux membres de la génération Z affirment « qu’ils n’étaient pas au courant du mème ». Le New York Times a appelé ce terme « la langue de la génération Alpha ».

## Filmographie
| Année | Titre                      | Rôle       | Réseau  | Notes                | Ref.   |
| ----- | -------------------------- | ---------- | ------- | -------------------- | ------ |
| 2024  | Inside (reality show) (en) | Concurrent | YouTube | Séries 1; 4ème place | [ 20 ] |

## Récompenses
- 2023 : 13th Streamy Awards : Breakout Streamer
- 2024 : The Streamer Awards : Meilleur jeu de rôle en série